# Caesarea
Caesarea (în limba latină), în română Cezareea, astăzi Keysaria (în ebraică קֵיסָרְיָה, transliterat: Keysariya, în arabă قيسارية, transliterat: Qaysaria, în greacă Καισάρεια) este un orășel în partea central-nordică a Israelului. Situat la jumătatea distanței între Tel Aviv și Haifa pe câmpia de coastă în apropiere de orașul Hadera, cade sub jurisdicția Consiliului Regional Hof Hacarmel (Litoralul Carmelului). Cu o populație de 4,970, este singura localitate israeliană gestionată de către o organizație privată, Caesarea Development Corporation și, de asemenea, una dintre cele mai populate localități nerecunoscută ca un consiliu local.
Orașul a fost construit de regele regatului Iudeea, Irod cel Mare pe la 25-13 î.Hr. ca orașul-port Caesarea Maritima. El a servit ca un centru administrativ al provinciei Iudeea a Imperiului Roman și mai târziu capitala bizantină a provinciei Palestina Prima în perioada clasică. După cucerirea musulmană din secolul al 7-lea, fiind ultimul oraș căzut sub arabi, orașul a avut o majoritate arabă până la cuceririle cruciate. A fost abandonat după cucerirea de către mameluci. Localitatea a fost repopulată în 1884 de către bosniecii imigranți, care s-au stabilit într-un mic sat de pescari. În 1940, kibbutzul Sdot Yam a luat ființă alături de sat. În februarie 1948, în vremea Războiului de independență a Israelului din anii 1948-1949, satul a fost cucerit de o unitate evreiască a Palmahului comandată de Yitzhak Rabin, dar locuitorii arabi fugiseră deja mai înainte după un atac al organizației paramilitare evreiești Lehi. În 1952 s-a înființat orașul evreiesc Keisarya (Cezareea) în apropierea ruinelor orașului antic, transformat în Parcul Național Caesarea Maritima.

## Istoria

### Antichitatea
Caesarea Maritima a fost construită în jurul anilor 20–10 î. Hr., lângă ruinele unui mic port, cunoscut sub numele de  Stratonos pyrgos (Turnul lui Straton), fondat de Straton I din Sidon.  În 90 î. Hr., regele evreu Alexandru Ianai a capturat Turnul lui Straton, ca parte a politicii sale de dezvoltare a construcțiilor navale și extinderea statului hasmonean. Turnul lui Straton a rămas o așezsre evreiască pentru încă două generații, până când zona a devenit dominată de romani în 63 î. Hr., când a fost declarat oraș autonom. Orașul păgân a suferit schimbări mari sub Irod cel Mare, care l-a redenumit Caesarea în onoarea împăratului Roman, Caesar Augustus.
În 22 î. Hr., Irod a început construcția unui port de mare adâncime și a construit depozite, piețe, drumuri largi, băi, temple  și impunătoare clădiri publice. La fiecare cinci ani, orașul a găzduit importante competiții sportive, jocuri de gladiatori, și spectacole de teatru, cu vedere la Marea Mediterană.
Cezareea, de asemenea, a înflorit în timpul perioadei bizantine. În secolul III, înțelepții evrei au scutit orașul de legea iudaică, sau Halakha, întrucât în acest timp, majoritatea locuitorilor nu erau evrei. Orașul a fost, în principal, un centru comercial bazat pe comerț.

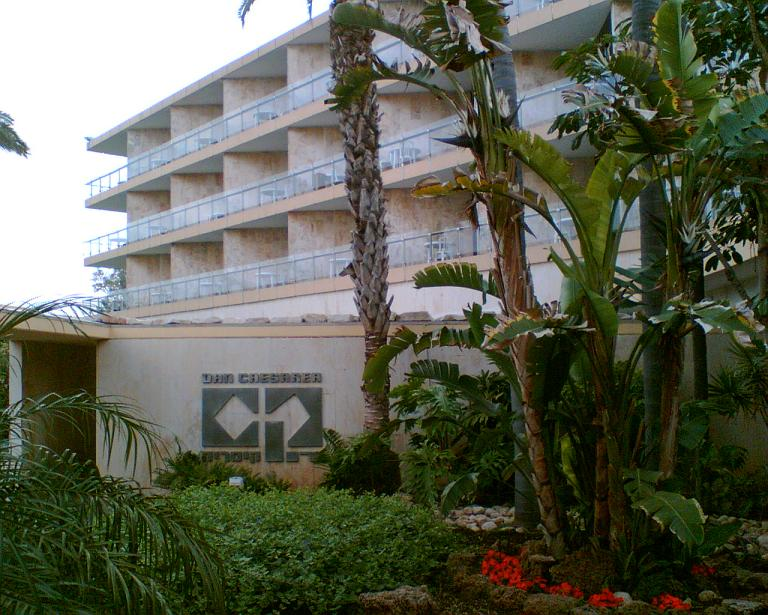
Dan Hotel

## Personalități notabile
- Procopius din Cezareea istoric grec bizantin din vremea lui Iustinian I
- Eusebiu din Cezareea, teolog creștin bizantin
- Sfântul Albina
- Laetitia Beck, jucător de golf
- Ezer Weizman, al șaptelea Președinte al Israelului
- Keren Ann, cântăreață pop franceză
- Arkadi Gaydamak, om de afaceri ruso-israelian
- Eitan Wertheimer, industriaș israelian
- Beniamin Netaniahu, politician israelian, fost prim-ministru al Israelului, este un locuitor al orasului * *Avraham Yosef Schapira, politician și om de afaceri israelian

## Legături externe
- Locuri de vizitat în Cezareea (limba engleză)
- Bine ati venit în Qisarya
- Survey of Western Palestine Map 7: IAA, Wikimedia commons
- Caesarea Development Corporation
- Jacques Neguer,  Byzantine villa:Conservation of the "gold table" and preparation for its display, Israel Antiquities Authority Site - Conservation Department